# جين سميث (لاعب كرة قاعدة)
جين سميث (بالإنجليزية: Gene Smith)‏ هو لاعب كرة قاعدة أمريكي، ولد في 23 أبريل 1917، وتوفي في 25 مايو 2011 بسبب قصور القلب.